# Леонтиад
Леонтиад е един от водачите на олигархическото управление на Тива от 382 до 379 г. пр.н.е., когато градът е подчинен на Спарта.
През 382 г. пр.н.е. Леонтиад е избран за полемарх (военачалник) заедно с политическия си противник Исмений. През същата година покрай Тива преминава спартанска войска на поход срещу халкидическия полис Олинт. Леонтиад се договаря с началника на тази войска Фебид и му съдейства да овладее акропола на Тива – Кадмея. След това задържа колегата си – полемарха Исмений, и го предава на спартански съдии, за да бъде екзекутиран като стар враг на Спарта. В Тива е установена своеобразна колективна тирания, начело на която са Леонтиад, Архий и техни съмишленици. Около 400 противници на новия режим са прокудени.
Новата власт се опира на подкрепата на Спарта и на свой ред подкрепя хегемонията ѝ в Гърция. Леонтиад изпраща на спартанците помощни войски във войната срещу Олинт. Изпраща и наемни убийци, които отстраняват водача на изгнаниците в Атина Андроклид.
Нито политическите покушения, нито присъствието на лакедемонски гарнизон в Кадмея обаче се оказват достатъчни, за да запази Леонтиад властта и живота си. В края на 379 г. пр.н.е. в Тива прониква малка група изгнаници начело с Пелопид и Мелон. С помощта на свои привърженици в града те се разправят с олигарсите. Леонтиад е нападнат в дома си и убит в схватка с Пелопид и останалите заговорници.